# A buborék
A buborék (eredeti cím: The Bubble) 2022-es amerikai filmvígjáték Judd Apatow rendezésében. A forgatókönyvet Apatow és Pam Brady írták. A főszerepben Karen Gillan, Iris Apatow, Fred Armisen, Maria Bakalova, David Duchovny, Keegan-Michael Key, Leslie Mann, Kate McKinnon, Pedro Pascal, Guz Khan és Peter Serafinowicz látható.
A film 2022. április 1-jén mutatkozott be a Netflixen. A kritikusoktól negatív visszajelzéseket kapott.

## Rövid történet
Egy kasszasiker akciófilm stábja és szereplői megpróbálják leforgatni a folytatást, miközben egy elegáns hotelben szállnak meg.

## Szereplők
(Zárójelben a magyar hangok feltüntetve)
- Karen Gillan: Carol Cobb (Nemes Takách Kata)
- Iris Apatow: Krystal Kris (Koller Virág)
- Pedro Pascal: Dieter Bravo (Fekete Ernő)
- Leslie Mann: Lauren Van Chance (Nagy-Kálózy Eszter)
- Fred Armisen: Darren Eigan (Fekete Zoltán)
- David Duchovny: Dustin Mulray (Epres Attila)
- Keegan-Michael Key: Sean Knox (Zöld Csaba)
- Kate McKinnon: Paula (Peller Anna)
- Guz Khan: Howie Frangopolous (Gémes Antos)
- Peter Serafinowicz: Gavin (Csankó Zoltán)
- Maria Bamford: Krystal anyja
- Vir Das: Ronjon (Rajkai Zoltán)
- Maria Bakalova: Anika (Andrusko Marcella)
- Rob Delaney: Marti (Czevetkó Sándor)
- Galen Hopper: Carla (Ruszkai Szonja)
- Samson Kayo: Bola (Elek Ferenc)
- Nick Kocher: Scott Dawson (Szatory Dávid)
- Ross Lee: Mr. Best (Vincze Gábor Péter)
- Harry Trevaldwyn: Gunther (Bercsényi Péter)
- Danielle Vitalis: Pippa (Lamboni Anna)
- Ben Ashenden: Tip (Hamvas Dániel)
- Alexander Owen: Cyril (Molnár Levente)
- Benedict Cumberbatch: önmaga, aki egy drog által okozott hallucinációban tűnik fel. (Simon Kornél)
- Donna Air: Susan Howard, az Entertainment Tonight riportere[3] (Zakariás Éva)
- Beck: önmaga (Kisfalusi Lehel)
- John Lithgow: Tom (Barbinek Péter)
- Daisy Ridley: Kate (Sallai Nóra)
- John Cena: Steve (Bognár Tamás)
- James McAvoy: önmaga (Hevér Gábor)

## Fogadtatás
A Rotten Tomatoes honlapján 24%-ot ért el 102 kritika alapján, és 4.2 pontot szerzett a tízből. A Metacritic oldalán 34 pontot szerzett a százból, 33 kritika alapján.